# Séries éliminatoires de la Coupe Stanley 1933
Année précédente Année suivante
Les séries éliminatoires de la Coupe Stanley 1933 font suite à la saison 1932-1933 de la Ligue nationale de hockey. Les Rangers de New York remportent la Coupe Stanley après avoir battu en finale les Maple Leafs de Toronto sur le score de 3 matchs à 1.

## Contexte et déroulement des séries
Les premiers de chaque division se rencontrent au meilleur des 5 matches, le vainqueur étant qualifié ensuite directement pour la finale de la Coupe Stanley. Les deuxièmes de chaque division se rencontrent tout comme les troisièmes, en 2 matches. Le gagnant est décidé au nombre de buts marqués. Les vainqueurs se rencontrent, encore en 2 matches et au nombre de buts inscrits, pour décider de l'équipe qualifiée pour la finale qui se joue au meilleur des 5 matches.

## Arbre de qualification
|  | Quarts de finale       | Quarts de finale       | Quarts de finale       | Quarts de finale       |                      |                      | Demi-finales                      | Demi-finales                      | Demi-finales                      | Demi-finales                      |  |  | Finale               | Finale               | Finale               | Finale               |
|  |                        |                        |                        |                        |                      |                      |                                   |                                   |                                   |                                   |  |  |                      |                      |                      |                      |
|  |                        |                        |                        |                        |                      |                      | 25, 28 et 30 mars, 1er et 3 avril | 25, 28 et 30 mars, 1er et 3 avril | 25, 28 et 30 mars, 1er et 3 avril | 25, 28 et 30 mars, 1er et 3 avril |  |  | 4, 8, 11 et 13 avril | 4, 8, 11 et 13 avril | 4, 8, 11 et 13 avril | 4, 8, 11 et 13 avril |
|  |                        |                        |                        |                        |                      |                      | 25, 28 et 30 mars, 1er et 3 avril | 25, 28 et 30 mars, 1er et 3 avril | 25, 28 et 30 mars, 1er et 3 avril | 25, 28 et 30 mars, 1er et 3 avril |  |  | 4, 8, 11 et 13 avril | 4, 8, 11 et 13 avril | 4, 8, 11 et 13 avril | 4, 8, 11 et 13 avril |
|  |                        |                        |                        |                        |                      |                      | 25, 28 et 30 mars, 1er et 3 avril | 25, 28 et 30 mars, 1er et 3 avril | 25, 28 et 30 mars, 1er et 3 avril | 25, 28 et 30 mars, 1er et 3 avril |  |  | 4, 8, 11 et 13 avril | 4, 8, 11 et 13 avril | 4, 8, 11 et 13 avril | 4, 8, 11 et 13 avril |
|  |                        |                        |                        |                        |                      |                      | 25, 28 et 30 mars, 1er et 3 avril | 25, 28 et 30 mars, 1er et 3 avril | 25, 28 et 30 mars, 1er et 3 avril | 25, 28 et 30 mars, 1er et 3 avril |  |  | 4, 8, 11 et 13 avril | 4, 8, 11 et 13 avril | 4, 8, 11 et 13 avril | 4, 8, 11 et 13 avril |
|  |                        |                        |                        |                        |                      |                      | 25, 28 et 30 mars, 1er et 3 avril | 25, 28 et 30 mars, 1er et 3 avril | 25, 28 et 30 mars, 1er et 3 avril | 25, 28 et 30 mars, 1er et 3 avril |  |  | 4, 8, 11 et 13 avril | 4, 8, 11 et 13 avril | 4, 8, 11 et 13 avril | 4, 8, 11 et 13 avril |
|  | Bruins de Boston       | Bruins de Boston       | 2                      | 2                      |                      |                      |                                   |                                   |                                   |                                   |  |  | 4, 8, 11 et 13 avril | 4, 8, 11 et 13 avril | 4, 8, 11 et 13 avril | 4, 8, 11 et 13 avril |
|  | Bruins de Boston       | Bruins de Boston       | 2                      | 2                      |                      |                      |                                   |                                   |                                   |                                   |  |  | 4, 8, 11 et 13 avril | 4, 8, 11 et 13 avril | 4, 8, 11 et 13 avril | 4, 8, 11 et 13 avril |
|  |                        |                        | Maple Leafs de Toronto | Maple Leafs de Toronto | 3                    | 3                    |                                   |                                   |                                   |                                   |  |  | 4, 8, 11 et 13 avril | 4, 8, 11 et 13 avril | 4, 8, 11 et 13 avril | 4, 8, 11 et 13 avril |
|  |                        |                        |                        |                        | 3                    | 3                    |                                   |                                   |                                   |                                   |  |  | 4, 8, 11 et 13 avril | 4, 8, 11 et 13 avril | 4, 8, 11 et 13 avril | 4, 8, 11 et 13 avril |
|  |                        | 30 mars et 1er avril   |                        |                        |                      |                      |                                   |                                   |                                   |                                   |  |  | 4, 8, 11 et 13 avril | 4, 8, 11 et 13 avril | 4, 8, 11 et 13 avril | 4, 8, 11 et 13 avril |
|  |                        |                        |                        |                        |                      |                      |                                   |                                   |                                   |                                   |  |  | 4, 8, 11 et 13 avril | 4, 8, 11 et 13 avril | 4, 8, 11 et 13 avril | 4, 8, 11 et 13 avril |
|  | Maple Leafs de Toronto | Maple Leafs de Toronto | 1                      | 1                      |                      |                      |                                   |                                   |                                   |                                   |  |  |                      |                      |                      |                      |
|  | Maple Leafs de Toronto | Maple Leafs de Toronto | 1                      | 1                      | 25 et 28 mars        |                      |                                   |                                   |                                   |                                   |  |  |                      |                      |                      |                      |
|  |                        |                        | Rangers de New York    | Rangers de New York    | 3                    | 3                    |                                   |                                   |                                   |                                   |  |  |                      |                      |                      |                      |
|  | Red Wings de Détroit   | Red Wings de Détroit   | Rangers de New York    | Rangers de New York    | 3                    | 3                    | 5                                 | 5                                 |                                   |                                   |  |  |                      |                      |                      |                      |
|  | Red Wings de Détroit   | Red Wings de Détroit   |                        |                        |                      |                      |                                   |                                   |                                   |                                   |  |  |                      |                      |                      |                      |
|  | Maroons de Montréal    | Maroons de Montréal    | 2                      | 2                      |                      |                      |                                   |                                   |                                   |                                   |  |  |                      |                      |                      |                      |
|  | Maroons de Montréal    | Maroons de Montréal    | 2                      | 2                      | Red Wings de Détroit | Red Wings de Détroit | 3                                 | 3                                 |                                   |                                   |  |  |                      |                      |                      |                      |
|  | 26 et 28 mars          |                        |                        |                        | Red Wings de Détroit | Red Wings de Détroit | 3                                 | 3                                 |                                   |                                   |  |  |                      |                      |                      |                      |
|  |                        |                        | Rangers de New York    | Rangers de New York    | 6                    | 6                    |                                   |                                   |                                   |                                   |  |  |                      |                      |                      |                      |
|  | Rangers de New York    | Rangers de New York    | Rangers de New York    | Rangers de New York    | 6                    | 6                    | 8                                 | 8                                 |                                   |                                   |  |  |                      |                      |                      |                      |
|  | Rangers de New York    | Rangers de New York    |                        |                        |                      |                      |                                   | 8                                 |                                   |                                   |  |  |                      |                      |                      |                      |
|  | Canadiens de Montréal  | Canadiens de Montréal  | 5                      | 5                      |                      |                      |                                   |                                   |                                   |                                   |  |  |                      |                      |                      |                      |
|  | Canadiens de Montréal  | Canadiens de Montréal  | 5                      | 5                      |                      |                      |                                   |                                   |                                   |                                   |  |  |                      |                      |                      |                      |
|  |                        |                        |                        |                        |                      |                      |                                   |                                   |                                   |                                   |  |  |                      |                      |                      |                      |

## Résultats détaillés

### Quarts de finale

#### Red Wings de Détroit contre Maroons de Montréal
| 25 mars | Montréal | 0-2 (0-1, 0-0, 0-1) | Détroit | Forum de Montréal 11 500 spectateurs |

| Feuille de match | Feuille de match | Feuille de match | Feuille de match                             | Feuille de match                      |
| ---------------- | ---------------- | ---------------- | -------------------------------------------- | ------------------------------------- |
|                  | -                | 0-1 0-2          | Aurie (Voss) — 8 min 40 s Voss — 43 min 42 s | Arbitrage : Cooper Smeaton A.G. Smith |
| Kerr             | Gardiens         | Roach            |                                              | Arbitrage : Cooper Smeaton A.G. Smith |
|                  |                  |                  |                                              | Arbitrage : Cooper Smeaton A.G. Smith |
|                  |                  |                  |                                              | Arbitrage : Cooper Smeaton A.G. Smith |

| 28 mars | Détroit | 3-2 (0-0, 1-2, 2-0) | Montréal | Olympia Stadium 15 000 spectateurs |

| Feuille de match | Feuille de match                                                                         | Feuille de match    | Feuille de match                                              | Feuille de match                      |
| ---------------- | ---------------------------------------------------------------------------------------- | ------------------- | ------------------------------------------------------------- | ------------------------------------- |
|                  | - Lewis (Carson, Sorrell) — 39 min 51 s Goodfellow — 43 min 37 s Gallagher — 55 min 54 s | 0-1 0-2 1-2 2-2 3-2 | Smith (Conacher) — 20 min Smith (Wentworth ) — 32 min 8 s - - | Arbitrage : Cooper Smeaton A.G. Smith |
| Roach            | Gardiens                                                                                 | Kerr                |                                                               | Arbitrage : Cooper Smeaton A.G. Smith |
|                  |                                                                                          |                     |                                                               | Arbitrage : Cooper Smeaton A.G. Smith |
|                  |                                                                                          |                     |                                                               | Arbitrage : Cooper Smeaton A.G. Smith |

#### Rangers de New York contre Canadiens de Montréal
| 26 mars | New York | 5-2 (2-0, 1-0, 2-2) | Montréal | Madison Square Garden 18 000 spectateurs |

| Feuille de match | Feuille de match | Feuille de match            | Feuille de match                                           | Feuille de match                      |
| ---------------- | --- | --------------------------- | ---------------------------------------------------------- | ------------------------------------- |
|                  | Bill Cook (Boucher) — 2 min 34 s Bun Cook (Bill Cook) — 3 min 1 s Murdoch (Siebert, Dillon) — 25 min 34 s Dillon (Murdoch) — 53 min 10 s Boucher — 57 min 44 s | 1-0 2-0 3-0 4-0 5-0 5-1 5-2 | Leduc (Joliat) — 58 min 45 s Joliat (Gagnon) — 59 min 21 s | Arbitrage : Jerry Goodman Mike Rodden |
| Aitkenhead       | Gardiens | Hainsworth                  |                                                            | Arbitrage : Jerry Goodman Mike Rodden |
|                  | |                             |                                                            | Arbitrage : Jerry Goodman Mike Rodden |
|                  | |                             |                                                            | Arbitrage : Jerry Goodman Mike Rodden |

| 28 mars | Montréal | 3-3 (2-1, 1-0, 0-2) | New York | Forum de Montréal 12 000 spectateurs |

| Feuille de match | Feuille de match | Feuille de match        | Feuille de match                                                                         | Feuille de match                      |
| ---------------- | --- | ----------------------- | ---------------------------------------------------------------------------------------- | ------------------------------------- |
|                  | Larochelle (Hart) — 4 min 50 s Joliat (Morenz, Gagnon) — 7 min 56 s - Harrington (Morenz, Mantha) — 31 min 34 s - - | 1-0 2-0 2-1 3-1 3-2 3-3 | - Somers (Keeling) — 11 min 34 s - Dillon (Asmundson) — 42 min 50 s Dillon — 53 min 11 s | Arbitrage : Jerry Goodman Mike Rodden |
| Hainsworth       | Gardiens | Aitkenhead              |                                                                                          | Arbitrage : Jerry Goodman Mike Rodden |
|                  | |                         |                                                                                          | Arbitrage : Jerry Goodman Mike Rodden |
|                  | |                         |                                                                                          | Arbitrage : Jerry Goodman Mike Rodden |

### Demi-finales

#### Bruins de Boston contre Maple Leafs de Toronto
| 25 mars | Boston | 2-1 (pr) (0-1, 1-0, 0-0, 1-0) | Toronto | Boston Garden 15 000 spectateurs |

| Feuille de match | Feuille de match                                              | Feuille de match | Feuille de match                         | Feuille de match                            |
| ---------------- | ------------------------------------------------------------- | ---------------- | ---------------------------------------- | ------------------------------------------- |
|                  | - Clapper (Barry) — 22 min 14 s Barry (Clapper) — 74 min 14 s | 0-1 1-1 2-1      | Thoms (Clancy, Jackson) — 14 min 3 s - - | Arbitrage : Odie Cleghorn Eusebe Daigneault |
| Thompson         | Gardiens                                                      | Chabot           |                                          | Arbitrage : Odie Cleghorn Eusebe Daigneault |
|                  |                                                               |                  |                                          | Arbitrage : Odie Cleghorn Eusebe Daigneault |
|                  |                                                               |                  |                                          | Arbitrage : Odie Cleghorn Eusebe Daigneault |

| 28 mars | Boston | 0-1 (pr) (0-0, 0-0, 0-0, 0-1) | Toronto | Boston Garden |

| Feuille de match | Feuille de match | Feuille de match | Feuille de match                  | Feuille de match                            |
| ---------------- | ---------------- | ---------------- | --------------------------------- | ------------------------------------------- |
|                  | -                | 0-1              | Jackson (Thoms, Day) — 75 min 3 s | Arbitrage : Eusebe Daigneault Odie Cleghorn |
| Thompson         | Gardiens         | Chabot           |                                   | Arbitrage : Eusebe Daigneault Odie Cleghorn |
|                  |                  |                  |                                   | Arbitrage : Eusebe Daigneault Odie Cleghorn |
|                  |                  |                  |                                   | Arbitrage : Eusebe Daigneault Odie Cleghorn |

| 30 mars | Toronto | 1-2 (pr) (0-0, 0-1, 1-0, 0-1) | Boston | Maple Leaf Gardens 14 000 spectateurs |

| Feuille de match | Feuille de match                          | Feuille de match | Feuille de match                                           | Feuille de match                            |
| ---------------- | ----------------------------------------- | ---------------- | ---------------------------------------------------------- | ------------------------------------------- |
|                  | - Doraty (Cotton, Clancy) — 54 min 34 s - | 0-1 1-1 1-2      | Stewart (Shore) — 25 min 47 s - Shore (Lamb) — 62 min 24 s | Arbitrage : Odie Cleghorn Eusebe Daigneault |
| Chabot           | Gardiens                                  | Thompson         |                                                            | Arbitrage : Odie Cleghorn Eusebe Daigneault |
|                  |                                           |                  |                                                            | Arbitrage : Odie Cleghorn Eusebe Daigneault |
|                  |                                           |                  |                                                            | Arbitrage : Odie Cleghorn Eusebe Daigneault |

| 1er avril | Toronto | 5-3 (2-1, 2-2, 1-0) | Boston | Maple Leaf Gardens 15 000 spectateurs |

| Feuille de match | Feuille de match | Feuille de match                | Feuille de match                                                               | Feuille de match                            |
| ---------------- | --- | ------------------------------- | ------------------------------------------------------------------------------ | ------------------------------------------- |
|                  | Sands (Bailey, Cotton) — 6 min 8 s Jackson (Blair, Sands) — 14 min 8 s Jackson — 22 min 27 s Conacher — 37 min 14 s Sands — 43 min 19 s | 0-1 1-1 2-1 3-1 3-2 4-2 4-3 5-3 | Ripley (Smith) — 32 s Stewart (Smith, Barry) — 24 min 43 s Barry — 37 min 51 s | Arbitrage : Eusebe Daigneault Odie Cleghorn |
| Chabot           | Gardiens | Thompson                        |                                                                                | Arbitrage : Eusebe Daigneault Odie Cleghorn |
|                  | |                                 |                                                                                | Arbitrage : Eusebe Daigneault Odie Cleghorn |
|                  | |                                 |                                                                                | Arbitrage : Eusebe Daigneault Odie Cleghorn |

| 3 avril | Toronto | 1-0 (6 pr) | Boston | Maple Leaf Gardens 14 500 spectateurs |

| Feuille de match | Feuille de match              | Feuille de match | Feuille de match | Feuille de match                            |
| ---------------- | ----------------------------- | ---------------- | ---------------- | ------------------------------------------- |
|                  | Doraty (Blair) — 164 min 46 s | 1-0              |                  | Arbitrage : Odie Cleghorn Eusebe Daigneault |
| Chabot           | Gardiens                      | Thompson         |                  | Arbitrage : Odie Cleghorn Eusebe Daigneault |
|                  |                               |                  |                  | Arbitrage : Odie Cleghorn Eusebe Daigneault |
|                  |                               |                  |                  | Arbitrage : Odie Cleghorn Eusebe Daigneault |

#### Red Wings de Détroit contre Rangers de New York
| 30 mars | New York | 2-0 (1-0, 1-0, 0-0) | Détroit | Madison Square Garden 17 000 spectateurs |

| Feuille de match | Feuille de match                                     | Feuille de match | Feuille de match | Feuille de match                      |
| ---------------- | ---------------------------------------------------- | ---------------- | ---------------- | ------------------------------------- |
|                  | Johnson — 17 min 46 s Dillon (Murdoch) — 33 min 48 s | 1-0 2-0          | -                | Arbitrage : Cooper Smeaton A.G. Smith |
| Roach            | Gardiens                                             | Aitkenhead       |                  | Arbitrage : Cooper Smeaton A.G. Smith |
|                  |                                                      |                  |                  | Arbitrage : Cooper Smeaton A.G. Smith |
|                  |                                                      |                  |                  | Arbitrage : Cooper Smeaton A.G. Smith |

| 1er avril | Détroit | 3-4 (1-2, 1-1, 1-1) | New York | Olympia Stadium 14 500 spectateurs |

| Feuille de match | Feuille de match                                                                           | Feuille de match            | Feuille de match                                                                                           | Feuille de match                      |
| ---------------- | ------------------------------------------------------------------------------------------ | --------------------------- | --- | ------------------------------------- |
|                  | Sorrell (Hay) — 5 min 17 s - Young (Sorrell) — 34 min 50 s Sorrell (Young) — 46 min 53 s - | 1-0 1-1 1-2 1-3 2-3 3-3 3-4 | - Heller (Somers) — 5 min 50 s Dillon — 14 min 24 s Siebert (Murdoch) — 25 min 5 s - Boucher — 57 min 32 s | Arbitrage : Cooper Smeaton A.G. Smith |
| Roach            | Gardiens                                                                                   | Aitkenhead                  | | Arbitrage : Cooper Smeaton A.G. Smith |
|                  |                                                                                            |                             | | Arbitrage : Cooper Smeaton A.G. Smith |
|                  |                                                                                            |                             | | Arbitrage : Cooper Smeaton A.G. Smith |

### Finale
| 4 avril | New York | 5-1 (2-0, 2-0, 1-1) | Toronto | Madison Square Garden 17 000 spectateurs |

| Feuille de match | Feuille de match | Feuille de match        | Feuille de match         | Feuille de match                     |
| ---------------- | --- | ----------------------- | ------------------------ | ------------------------------------ |
|                  | Bun Cook (Bill Cook, Boucher) — 12 min 18 s Dillon (Murdoch) — 13 min 11 s Heller (Asmundson, Somers) — 28 min 31 s Heller — 34 min 25 s - Murdoch (Dillon) — 56 min 55 s | 1-0 2-0 3-0 4-0 4-1 5-1 | - Dillon — 55 min 53 s - | Arbitrage : Odie Cleghorn A.G. Smith |
| Aitkenhead       | Gardiens | Chabot                  |                          | Arbitrage : Odie Cleghorn A.G. Smith |
|                  | |                         |                          | Arbitrage : Odie Cleghorn A.G. Smith |
|                  | |                         |                          | Arbitrage : Odie Cleghorn A.G. Smith |

| 8 avril | Toronto | 1-3 (1-2, 0-0, 0-1) | New York | Maple Leaf Gardens 14 000 spectateurs |

| Feuille de match | Feuille de match                         | Feuille de match | Feuille de match                                                             | Feuille de match                     |
| ---------------- | ---------------------------------------- | ---------------- | ---------------------------------------------------------------------------- | ------------------------------------ |
|                  | Doraty (Gracie, Clancy) — 1 min 11 s - - | 1-0 1-1 1-2 1-3  | - Heller (Somers) — 8 min 16 s Bill Cook — 11 min 39 s Seibert — 54 min 39 s | Arbitrage : Odie Cleghorn A.G. Smith |
| Chabot           | Gardiens                                 | Aitkenhead       |                                                                              | Arbitrage : Odie Cleghorn A.G. Smith |
|                  |                                          |                  |                                                                              | Arbitrage : Odie Cleghorn A.G. Smith |
|                  |                                          |                  |                                                                              | Arbitrage : Odie Cleghorn A.G. Smith |

| 11 avril | Toronto | 3-2 (0-1, 1-0, 2-1) | New York | Maple Leaf Gardens 13 000 spectateurs |

| Feuille de match | Feuille de match                                                                                     | Feuille de match    | Feuille de match                                       | Feuille de match                     |
| ---------------- | --- | ------------------- | ------------------------------------------------------ | ------------------------------------ |
|                  | - Doraty (Primeau, Clancy) — 27 min 21 s Doraty — 45 min 30 s - Horner (Cotton, Sands) — 48 min 31 s | 0-1 1-1 2-1 2-2 3-2 | Dillon — 2 min 21 s - Keeling (Somers) — 47 min 42 s - | Arbitrage : Odie Cleghorn A.G. Smith |
| Chabot           | Gardiens                                                                                             | Aitkenhead          |                                                        | Arbitrage : Odie Cleghorn A.G. Smith |
|                  | |                     |                                                        | Arbitrage : Odie Cleghorn A.G. Smith |
|                  | |                     |                                                        | Arbitrage : Odie Cleghorn A.G. Smith |

| 13 avril | Toronto | 0-1 (pr) (0-0, 0-0, 0-0, 0-1) | New York | Maple Leafs Garden 13 500 spectateurs |

| Feuille de match | Feuille de match | Feuille de match | Feuille de match                  | Feuille de match                       |
| ---------------- | ---------------- | ---------------- | --------------------------------- | -------------------------------------- |
|                  |                  | 0-1              | Bill Cook (Keeling) — 67 min 34 s | Arbitrage : Odie Claighorn A. G. Smith |
| Chabot           | Gardiens         | Aitkenhead       |                                   | Arbitrage : Odie Claighorn A. G. Smith |
|                  |                  |                  |                                   | Arbitrage : Odie Claighorn A. G. Smith |
|                  |                  |                  |                                   | Arbitrage : Odie Claighorn A. G. Smith |